# Mulheres que correm com os lobos
Mulheres que correm com os lobos: mitos e histórias do arquétipo da mulher selvagem foi escrito no ano de 1992 pela psicanalista americana Clarissa Pinkola Estés. Estés ganhou o prêmio Las Primeras da Mexican American Women's Foundation por ser a primeira latina na lista dos mais vendidos do New York Times .  O livro também apareceu em outras listas de best-sellers, incluindo USA Today, Publishers Weekly e Library Journal .  A obra passou 145 semanas na lista dos mais vendidos do jornal The New York Times e foi traduzida para 35 idiomas, ganhando novo fôlego a partir da quarta onda do feminismo e da internet. Dois anos depois, a obra já contava com edição em português, produzida pela Editora Rocco, quem detêm até hoje os direitos de publicação no Brasil. 
De acordo com a jornalista Raquel Carneiro, Estés associa diferentes lendas aos hábitos do animal selvagem do título, construindo sua análise a partir da psicologia analítica de Carl Gustav Jung. A autora instigaria suas leitoras, assim, a valorizarem a própria intuição e instintos femininos — qualidades que, segundo Estés, seriam naturais às mulheres mas atualmente negligenciadas devido à opressão masculina.Clarissa Pinkola Estés afirma que as histórias presentes no livro foram contadas por familiares, pessoas que ela conheceu em suas viagens e pacientes. Estés compreende essas histórias como uma forma de transmitir conhecimentos sobre os ciclos da vida e as formas de cura, e também como formas de arte que podem ser utilizadas para curar e ajudar as pessoas ao longo do caminho. 